# 펜티엄 III
펜티엄 III(Pentium III)(Intel Pentium III Processor로 판매되었으며, 비공식적으로는 PIII 또는 P3로도 불림) 브랜드는 1999년 2월 28일에 출시된 P6 마이크로아키텍처 기반의 인텔 32비트 x86 데스크톱 및 모바일 CPU를 지칭한다. 이 브랜드의 초기 프로세서는 이전 펜티엄 II 브랜드 프로세서와 매우 유사했다. 가장 두드러진 차이점은 스트리밍 SIMD 확장 (SSE) 명령어 집합의 추가(부동소수점 및 병렬 계산 가속화용)와 제조 과정에서 칩에 내장된 논란이 많은 일련 번호의 도입이었다.
2000년 후반 펜티엄 4가 출시된 이후에도 펜티엄 III는 2003년 초까지 새로운 모델이 계속 생산되었다. 이후 데스크톱 유닛은 2004년 4월에, 모바일 유닛은 2007년 5월에 단종되었다.

## 프로세서 코어
이전 모델인 펜티엄 II와 유사하게, 펜티엄 III는 저가형 버전인 셀러론 브랜드와 고급형(서버 및 워크스테이션) 파생 모델인 제온과 함께 출시되었다. 펜티엄 III는 결국 펜티엄 4로 대체되었지만, 투알라틴 코어는 P6 마이크로아키텍처의 많은 아이디어를 사용한 펜티엄 M CPU의 기반이 되기도 했다. 이후, 펜티엄 4 프로세서에 사용된 넷버스트가 아닌 펜티엄 M 브랜드 CPU의 펜티엄 M 마이크로아키텍처가 코어 2, 펜티엄 듀얼 코어, 셀러론 (코어), 그리고 제온으로 브랜딩된 코어 마이크로아키텍처 CPU의 에너지 효율적인 기반을 형성했다.
| 인텔 펜티엄 III 프로세서 제품군 | 인텔 펜티엄 III 프로세서 제품군       | 인텔 펜티엄 III 프로세서 제품군 | 인텔 펜티엄 III 프로세서 제품군   | 인텔 펜티엄 III 프로세서 제품군 | 인텔 펜티엄 III 프로세서 제품군 | 인텔 펜티엄 III 프로세서 제품군 | 인텔 펜티엄 III 프로세서 제품군 |
| 표준 로고 (1999–2003)           | 데스크톱                              | 데스크톱                        | 데스크톱                          | 모바일 로고 (2001–2003)         | 모바일                          | 모바일                          | 모바일                          |
| 표준 로고 (1999–2003)           | 코드명                                | 노드                            | 출시일                            | 모바일 로고 (2001–2003)         | 코드명                          | 노드                            | 출시일                          |
| ------------------------------- | ------------------------------------- | ------------------------------- | --------------------------------- | ------------------------------- | ------------------------------- | ------------------------------- | ------------------------------- |
| Pentium III logo (1999–2003)    | 카트마이 코퍼마인 코퍼마인 T 투알라틴 | 250 nm 180 nm 180 nm 130 nm     | 1999년 2월 1999년 10월 2001년 6월 | Pentium III-M Logo (1999–2003)  | 코퍼마인 투알라틴               | 180 nm 130 nm                   | 1999년 10월 2001년 7월          |
| 데스크톱 프로세서 목록          | 데스크톱 프로세서 목록                | 데스크톱 프로세서 목록          | 데스크톱 프로세서 목록            | 모바일 프로세서 목록            | 모바일 프로세서 목록            | 모바일 프로세서 목록            | 모바일 프로세서 목록            |

### 카트마이

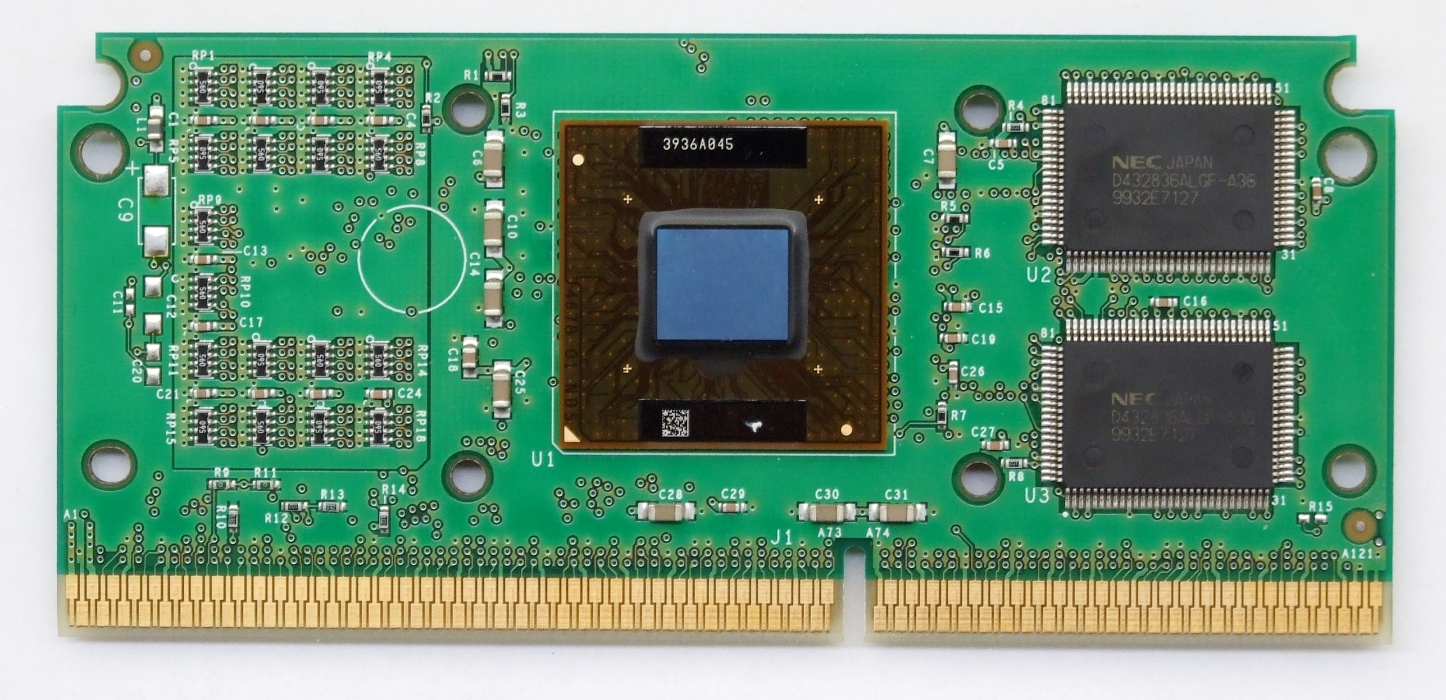
히트싱크를 제거한 펜티엄 III 카트마이 SECC2 카트리지.

카트마이 다이샷

첫 번째 펜티엄 III 변형은 카트마이(인텔 제품 코드 80525)였다. 이는 데슈트 펜티엄 II의 추가 개발이었다. 펜티엄 III는 펜티엄 II에 비해 트랜지스터가 200만 개 증가했다. 차이점은 실행 장치 및 SSE 명령어 지원 추가와 개선된 L1 캐시 컨트롤러(L2 캐시 컨트롤러는 변경되지 않았으며, 코퍼마인에서는 완전히 재설계될 예정이었음)였다. 이는 "데슈트" 펜티엄 II에 비해 미미한 성능 향상을 가져왔다. 1999년 2월 28일 450MHz 및 500MHz 속도로 처음 출시되었다. 두 가지 버전이 추가로 출시되었는데, 1999년 5월 17일에 550MHz, 1999년 8월 2일에 600MHz가 출시되었다. 1999년 9월 27일, 인텔은 533B와 600B를 각각 533MHz와 600MHz로 출시했다. 'B' 접미사는 이전 모델의 100MT/s FSB 대신 133MT/s FSB를 탑재했음을 나타냈다.
카트마이는 950만 개의 트랜지스터를 포함하며, 512KB L2 캐시(2500만 개의 트랜지스터 추가)는 포함되지 않고, 크기는 12.3mm x 10.4mm (128mm2)이다. 인텔의 P856.5 공정, 즉 5단계 알루미늄 인터커넥트를 사용하는 250nm CMOS 공정으로 제조된다. 카트마이는 펜티엄 II와 동일한 슬롯 기반 설계를 사용했지만, 히트싱크와 CPU 코어가 직접 접촉할 수 있는 새로운 슬롯 1 단일 에지 접촉 카트리지(SECC) 2를 사용했다. 450MHz 및 500MHz의 초기 펜티엄 III 모델 중 일부는 OEM을 위한 구형 SECC 카트리지에 포장되어 있었다.
애호가들에게 주목할 만한 스테핑 레벨은 SL35D였다. 이 카트마이 버전은 공식적으로 450MHz로 평가되었지만, 종종 600MHz 모델용 캐시 칩을 포함하여 일반적으로 600MHz로 실행될 수 있었다.

### 코퍼마인

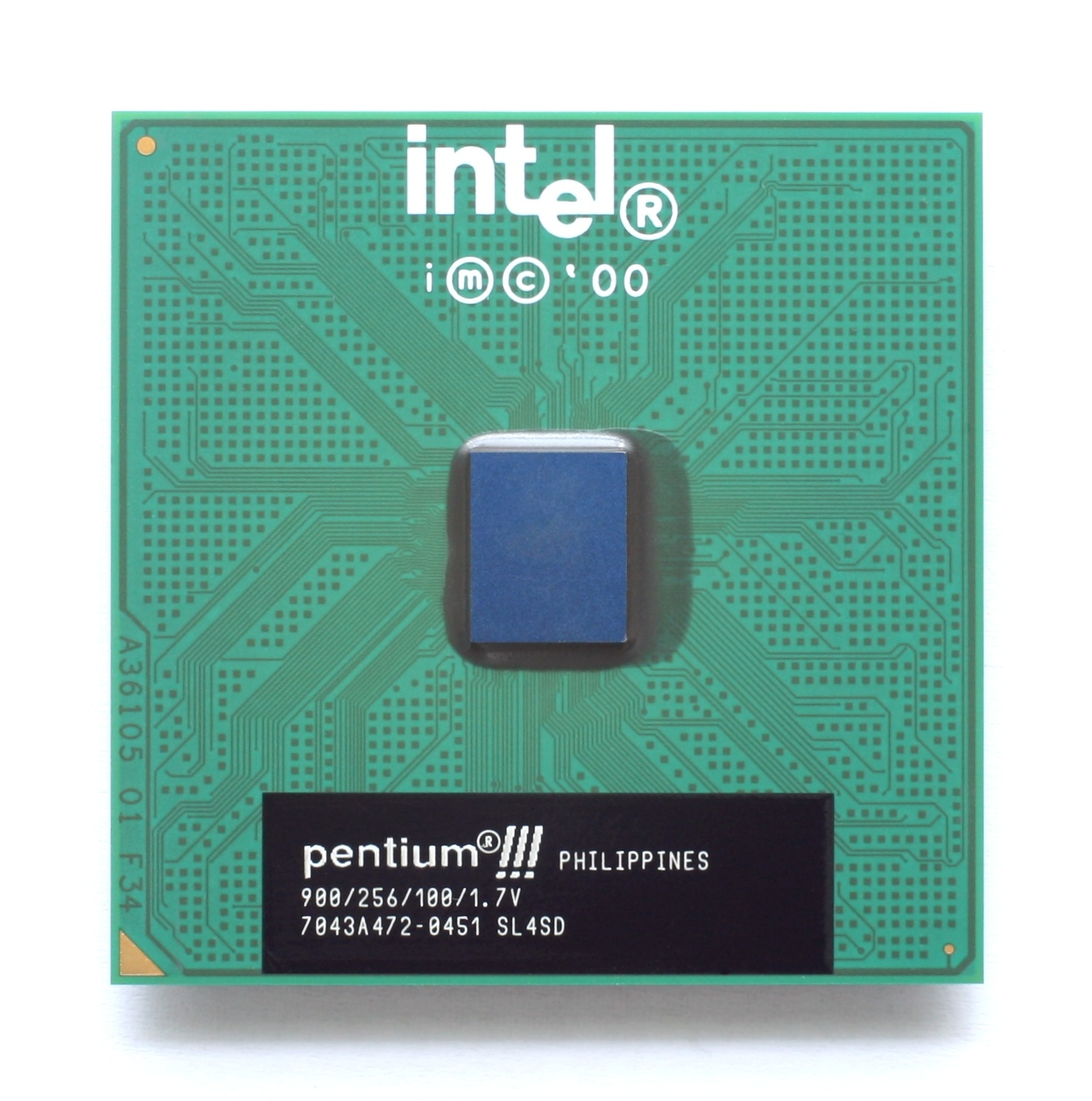
900MHz 코퍼마인 FC-PGA 펜티엄 III.

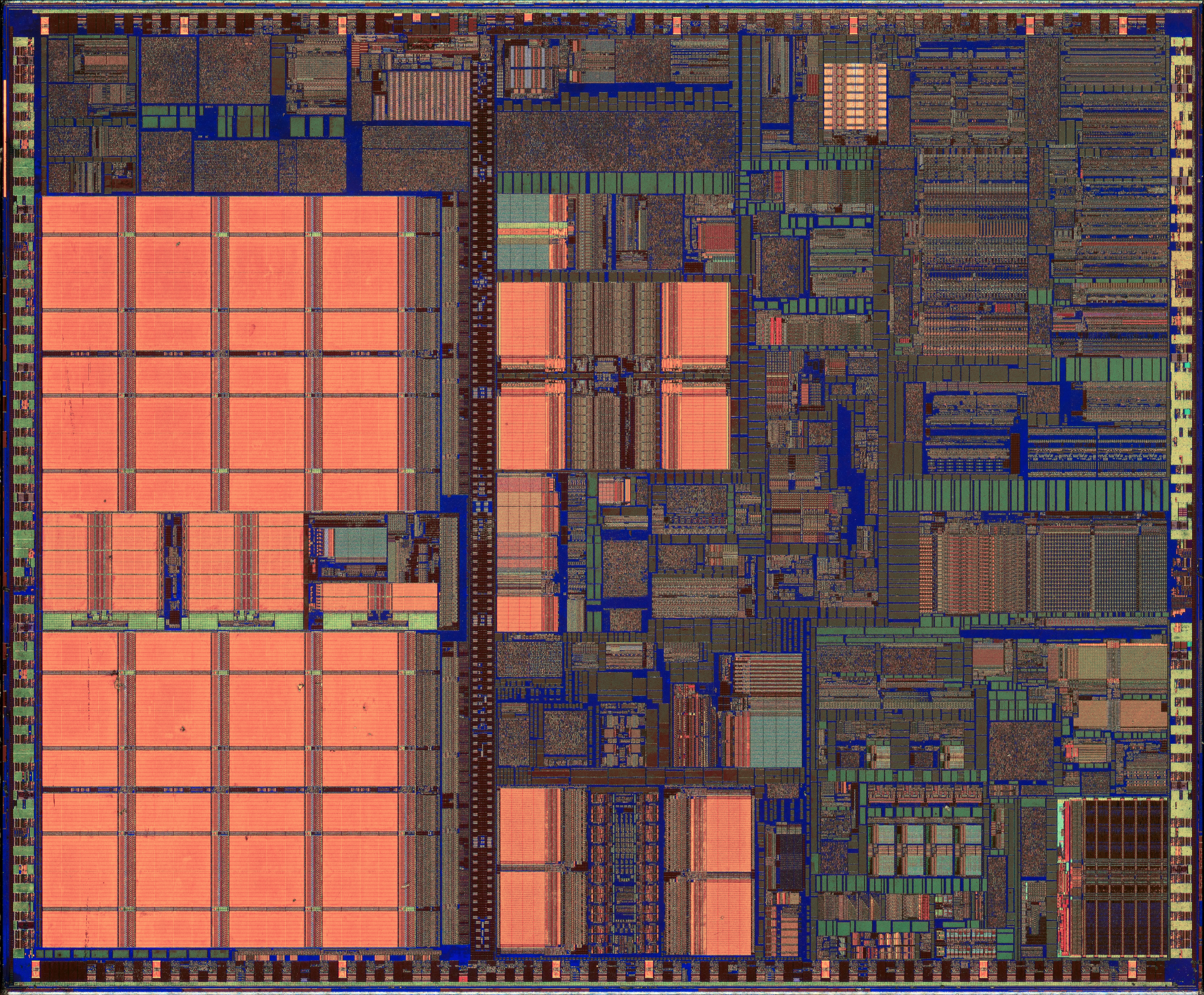
코퍼마인 다이샷

두 번째 버전인 코퍼마인(인텔 제품 코드: 80526)은 1999년 10월 25일에 500, 533, 550, 600, 650, 667, 700, 733MHz로 출시되었다. 1999년 12월부터 2000년 5월까지 인텔은 750, 800, 850, 866, 900, 933, 1000MHz (1GHz) 속도로 펜티엄 III를 출시했다. 100MT/s FSB와 133MT/s FSB 모델 모두 생산되었다. 동일한 주파수로 이미 사용 가능한 모델의 경우, 새로운 180nm 제조 공정을 사용하는 코어를 나타내기 위해 모델 이름에 "E"가 추가되었다. 이후 133MHz FSB 모델을 지정하기 위해 "B"가 추가되어 "EB" 접미사가 붙었다. 전반적인 성능에서 코퍼마인은 출시 당시 경쟁 모델인 AMD 애슬론에 비해 약간의 이점을 가졌지만, AMD가 자체 다이 축소 및 온다이 L2 캐시를 애슬론에 추가하면서 역전되었다. 애슬론은 부동소수점 집약적인 코드에서 우위를 점했고, 코퍼마인은 SSE 최적화를 사용할 때 더 나은 성능을 발휘할 수 있었지만, 실질적으로 두 칩의 클럭 대 클럭 성능에는 큰 차이가 없었다. 그러나 AMD는 펜티엄 4 출시 이전에 애슬론의 클럭을 1.2GHz까지 높일 수 있었다.
성능면에서 코퍼마인은 온칩 L2 캐시인 인텔의 Advanced Transfer Cache(ATC)를 도입함으로써 카트마이보다 더 큰 진전을 이루었다고 할 수 있다. ATC는 코어 클럭 속도로 작동하며 256KB 용량을 갖는데, 이는 이전 멘도시노 셀러론의 온칩 캐시 용량의 두 배이다. 이는 8방향 세트 연관 캐시이며, 카트마이의 4배 너비인 Double Quad Word Wide 256비트 버스를 통해 접근한다. 또한, 레이턴시는 카트마이에 비해 1/4로 줄었다. 인텔의 또 다른 마케팅 용어는 Advanced System Buffering이었는데, 이는 133MT/s 시스템 버스를 더 잘 활용하기 위한 개선 사항을 포함한다. 여기에는 6개의 채우기 버퍼(카트마인의 4개 대비), 8개의 버스 큐 항목(카트마인의 4개 대비), 4개의 쓰기 버퍼(카트마인의 1개 대비)가 포함된다. AMD 애슬론과의 경쟁 압력으로 인해 인텔은 내부 구조를 재작업하여 마침내 몇 가지 잘 알려진 파이프라인 정지 현상을 제거했다. 그 결과, 정지 현상에 영향을 받던 애플리케이션은 코퍼마인에서 최대 30% 더 빠르게 실행되었다. 코퍼마인은 2900만 개의 트랜지스터를 포함하며 180nm 공정으로 제조되었다.
코퍼마인은 소켓 370에서 사용하기 위한 370핀 FC-PGA 또는 FC-PGA2로, 또는 슬롯 1용 SECC2(900 및 1100MHz를 제외한 모든 속도)로 제공되었다. FC-PGA 및 슬롯 1 코퍼마인 CPU는 노출된 다이를 가지고 있었지만, 866MHz 모델부터 시작하는 대부분의 고주파 SKU는 통합 히트 스프레더 (IHS)가 특징인 FC-PGA2 변형으로도 생산되었다. 이는 그 자체로 열 전도성을 향상시키지는 않았는데, 다이와 히트싱크 사이에 또 다른 금속층과 서멀 그리스를 추가했기 때문이지만, 히트싱크를 다이에 평평하게 고정하는 데 큰 도움이 되었다. IHS가 없는 초기 코퍼마인은 히트싱크 장착이 어려웠다. 히트싱크가 다이에 평평하게 놓이지 않으면 열 전달 효율이 크게 감소했다. 일부 히트싱크 제조업체는 AMD가 "Thunderbird" 애슬론으로 히트싱크를 평평하게 장착하기 위해 했던 것과 유사하게 제품에 패드를 제공하기 시작했다. 애호가 커뮤니티는 평평한 인터페이스를 유지하는 데 도움이 되는 쐐기를 만들기까지 했다.
1.13GHz 버전(S-Spec SL4HH)은 2000년 중반에 출시되었지만, HardOCP와 탐스 하드웨어의 협력으로 새로운 CPU 속도 등급의 작동에 여러 불안정성이 발견된 후 유명하게 리콜되었다. 코퍼마인 코어는 프로세서의 마이크로코드에 대한 다양한 조정, 효과적인 냉각, 더 높은 전압(1.75V 대 1.65V) 및 특별히 검증된 플랫폼 없이는 1.13GHz 속도에 안정적으로 도달할 수 없었다. 인텔은 자사의 VC820 i820 기반 마더보드에서만 이 프로세서를 공식적으로 지원했지만, 이 마더보드조차도 하드웨어 리뷰 사이트의 독립 테스트에서 불안정성을 보였다. 안정적인 벤치마크에서는 성능이 기대에 미치지 못했으며, 1.13GHz CPU는 1.0GHz 모델과 동일한 성능을 보였다. 탐스 하드웨어는 이러한 성능 부족을 안정성을 높이기 위한 CPU 및 마더보드의 느슨한 튜닝 때문으로 돌렸다. 인텔은 새로운 cD0 스테핑을 사용하여 문제를 해결하는 데 최소 6개월이 필요했고, 2001년에 1.1GHz 및 1.13GHz 버전을 재출시했다.
마이크로소프트의 엑스박스 게임 콘솔은 Micro-PGA2 폼 팩터의 펜티엄 III/모바일 셀러론 제품군의 변형을 사용한다. 칩의 sSpec 지정자는 SL5Sx인데, 이는 모바일 셀러론 코퍼마인-128 프로세서와 더 유사하다. 코퍼마인-128 셀러론과 128KB L2 캐시 및 180nm 공정 기술을 공유하지만, 펜티엄 III의 8방향 캐시 연관성을 유지한다.
코드명이 구리 인터커넥트를 사용한다는 인상을 줄 수 있지만, 실제로는 알루미늄 인터커넥트를 사용했다.

### 코퍼마인 T
이 개정판은 코퍼마인과 투알라틴 사이의 중간 단계로, 투알라틴에 있는 저전압 시스템 로직을 지원하지만, 코어 전력은 이전 코퍼마인의 정의된 전압 사양 내에 있어 구형 시스템 보드에서도 작동할 수 있다.
인텔은 최신 FC-PGA2 코퍼마인에 cD0 스테핑을 적용하고, 1.25V AGTL의 저전압 시스템 버스 작동 및 일반적인 1.5V AGTL+ 신호 레벨과 모두 호환되도록 수정했으며, 차동 또는 단일 종단 클럭을 자동으로 감지할 수 있도록 했다. 이러한 수정으로 인해 최신 세대 소켓 370 보드(투알라틴 CPU 지원)와 호환성을 유지하면서 구형 소켓 370 보드와도 호환성을 유지할 수 있게 되었다. 코퍼마인 T는 또한 2방향 대칭형 멀티프로세싱 기능을 갖추고 있었지만, 투알라틴 보드에서만 가능했다.
이들은 부품 번호에 "80533"이 포함되어 있다는 점에서 투알라틴 프로세서와 구별할 수 있다. 예를 들어, 1133MHz SL5QK의 부품 번호는 RK80533PZ006256이고, 1000MHz SL5QJ의 부품 번호는 RK80533PZ001256이다.

### 투알라틴

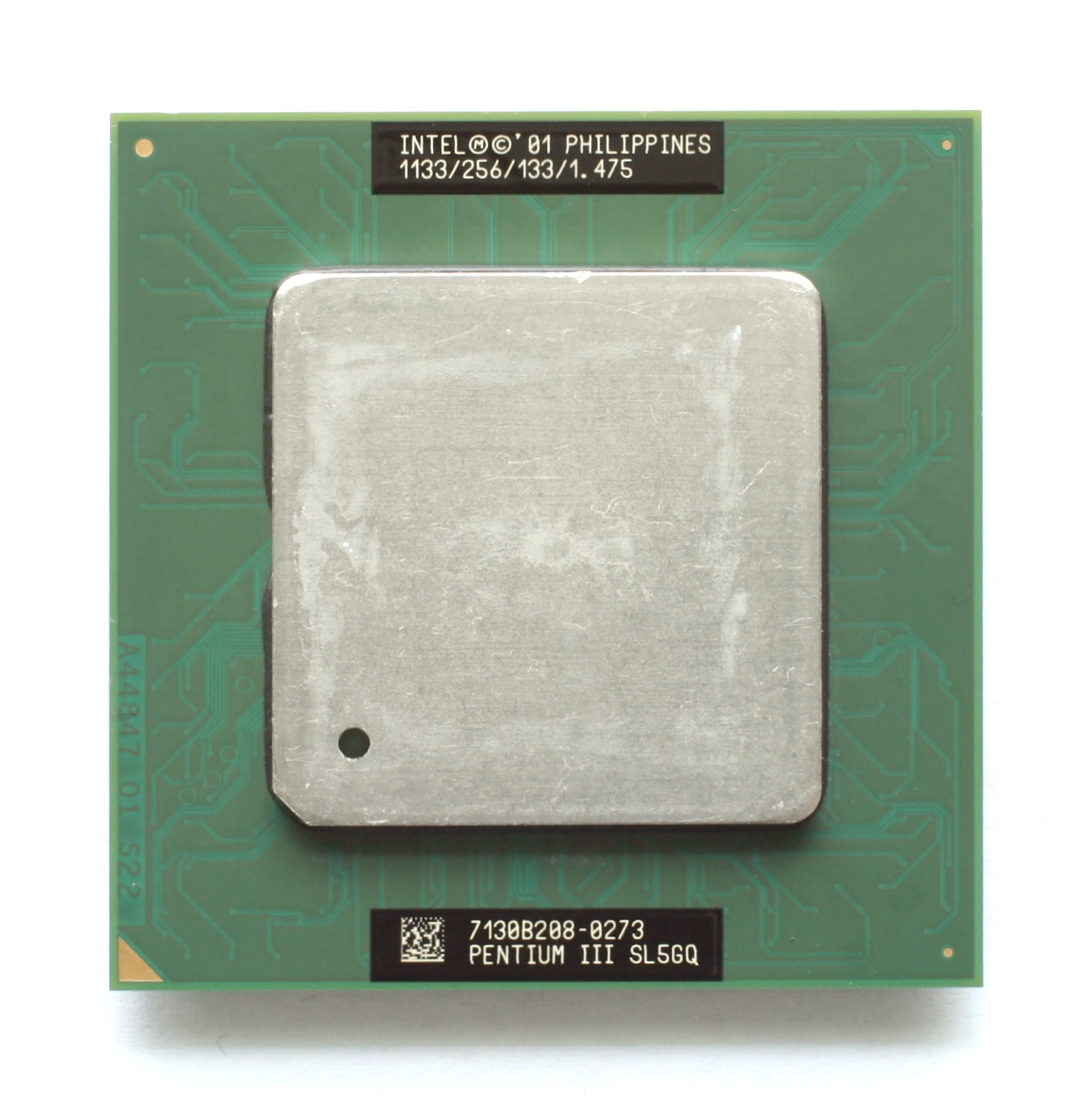
1.13GHz FC-PGA2 투알라틴-256 인텔 펜티엄 III-T.

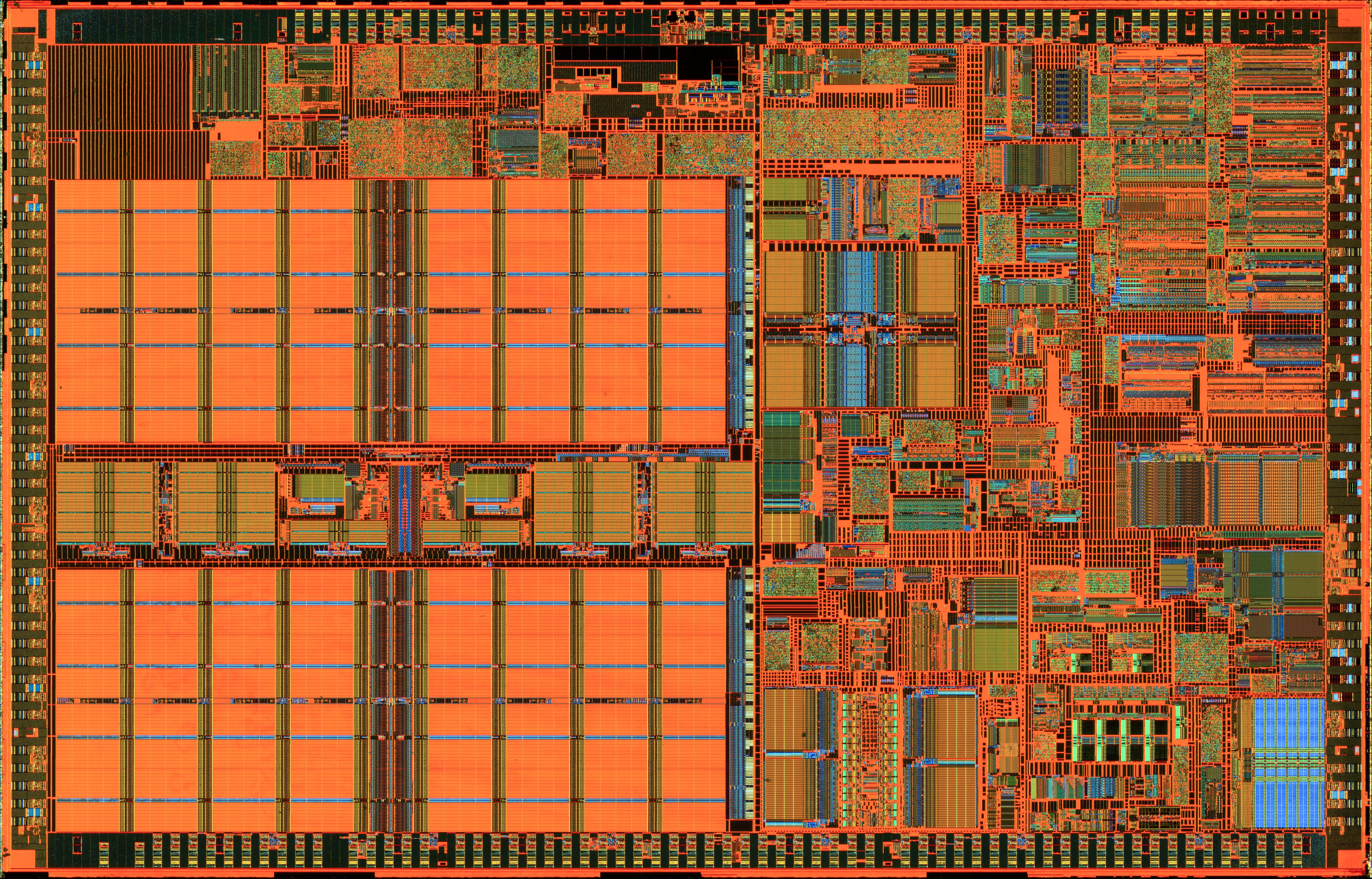
투알라틴 다이샷

세 번째 개정판인 투알라틴(80530)은 인텔의 새로운 130nm 공정의 시험작이었다. 투알라틴 기반 펜티엄 III는 2001년부터 2002년 초까지 1.0, 1.13, 1.2, 1.26, 1.33, 1.4GHz의 속도로 출시되었다. 코퍼마인을 기본적으로 축소한 것으로, 새로운 기능은 추가되지 않았으며, 펜티엄 4 및 애슬론 XP와 유사한 데이터 프리페치 로직이 추가되어 L2 캐시를 잠재적으로 더 잘 활용할 수 있었지만, 상대적으로 작은 FSB 대역폭(FSB는 여전히 133MHz로 유지됨)으로 인해 이러한 최신 CPU에 비해 그 활용도는 제한적이었다. 256KB 및 512KB L2 캐시를 가진 변형이 생산되었으며, 후자는 펜티엄 III-S로 불렸다. 이 변형은 주로 저전력 서버용으로 고안되었으며, 투알라틴 계열 내에서 독점적으로 SMP를 지원했다.
소켓 370 명칭은 유지되었지만, 1.5V AGTL+ 대신 1.25 AGTL 신호 방식을 사용하여 이전 마더보드와 호환되지 않았다. 이러한 혼란은 칩셋 명칭에도 이어져, i815 칩셋의 B-스테핑만 투알라틴 프로세서와 호환되었다. 새로운 VRM 가이드라인도 인텔에 의해 설계되었는데, 버전 8.5는 더 미세한 전압 단계와 부하 라인 Vcore(8.4의 고정 전압과 달리)를 요구했다. 일부 마더보드 제조업체는 흰색 대신 파란색 소켓으로 변경 사항을 표시했으며, 종종 코퍼마인 CPU와도 하위 호환되었다.
투알라틴은 매우 인기 있는 펜티엄 III-M 모바일 프로세서의 기반이 되기도 했는데, 이 프로세서는 향후 2년간 인텔의 최전선 모바일 칩이 되었다(펜티엄 4는 훨씬 더 많은 전력을 소비하여 이 역할에 적합하지 않았다). 이 칩은 전력 소비와 성능 사이의 좋은 균형을 제공하여 성능 노트북과 "얇고 가벼운" 범주 모두에서 자리 잡았다.
투알라틴 기반 펜티엄 III는 일부 애플리케이션에서 가장 빠른 윌라멧 기반 펜티엄 4와 심지어 썬더버드 기반 애슬론과 비교하여 우수한 성능을 보였다. 그럼에도 불구하고, 기존 시스템과의 호환성 문제와 투알라틴용으로 인텔이 공식적으로 지원하는 유일한 칩셋인 i815가 구형, 비호환 440BX 칩셋의 1GB 등록 RAM과 달리 512MB RAM만 처리할 수 있다는 점 때문에 그 매력은 제한적이었다. 그러나 애호가 커뮤니티는 당시 널리 사용되던 BX 칩셋 기반 보드에서 투알라틴을 실행하는 방법을 찾아냈지만, 이는 종종 사소하지 않은 작업이었고 어느 정도의 기술적 지식이 필요했다.
투알라틴 기반 펜티엄 III CPU는 일반적으로 패키지 상단에 부착된 금속 통합 히트 스프레더(IHS)로 코퍼마인 기반 프로세서와 시각적으로 구별할 수 있다. 그러나 코퍼마인 펜티엄 III의 마지막 모델도 IHS를 특징으로 했다. 통합 히트 스프레더는 실제로 FC-PGA2 패키지를 FC-PGA와 구별하는 요소이다. 둘 다 소켓 370 마더보드용이다.
히트 스프레더가 추가되기 전에는 펜티엄 III에 히트싱크를 설치하는 것이 때때로 어려웠다. 코어에 비스듬히 힘을 가하면 코어의 가장자리와 모서리가 금이 가서 CPU가 파손될 수 있으므로 주의해야 했다. 또한 CPU와 히트싱크 표면을 평평하게 접촉시키는 것도 때때로 어려웠는데, 이는 열 전달에 매우 중요한 요소이다. 슬롯 1 이전 모델에 비해 소켓 370 CPU는 소켓 기반 쿨러를 장착하는 데 필요한 힘과 더 좁은 양면 장착 메커니즘(슬롯 1은 4점 장착) 때문에 더욱 어려워졌다. 따라서 130nm 투알라틴이 180nm 코퍼마인보다 코어 표면적이 더 작았기 때문에 인텔은 투알라틴과 모든 미래 데스크톱 프로세서에 금속 히트 스프레더를 설치했다.
투알라틴 코어는 인텔이 대규모 제조 및 설계 시설을 보유한 오리건주의 투알라틴 계곡과 투알라틴강의 이름을 따서 명명되었다.

## 새로운 기능

### 스트리밍 SIMD 확장

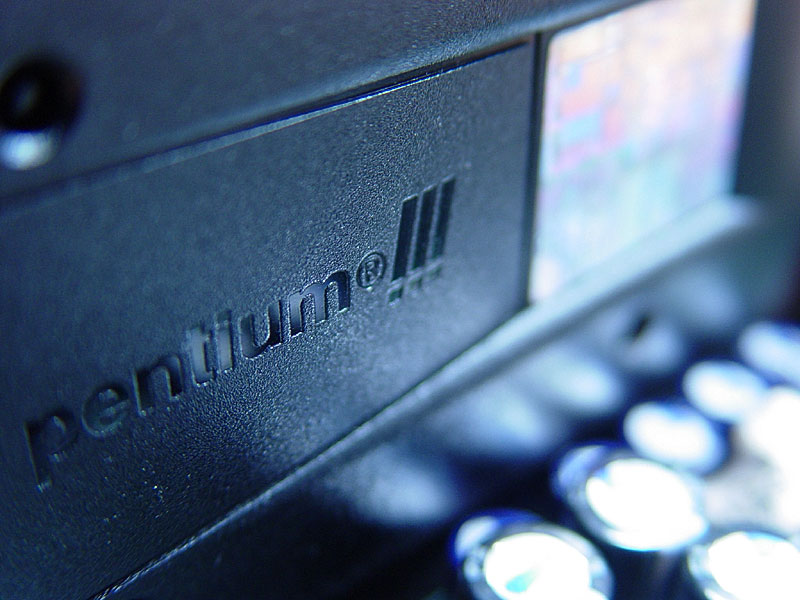
마더보드에 장착된 슬롯 1 펜티엄 III CPU

카트마이는 펜티엄 II "데슈트"와 동일한 250nm 공정으로 제작되었기 때문에 최소한의 실리콘을 사용하여 스트리밍 SIMD 확장 (SSE)을 구현해야 했다. 이 목표를 달성하기 위해 인텔은 기존 64비트 데이터 경로를 이중 사이클링하고 SIMD-FP 승산기 유닛을 x87 스칼라 FPU 승산기와 단일 유닛으로 병합함으로써 128비트 아키텍처를 구현했다. 기존 64비트 데이터 경로를 활용하기 위해 카트마이는 각 SIMD-FP 명령어를 두 개의 μops로 발행한다. SSE의 아키텍처 너비의 절반만 구현하는 것을 부분적으로 보상하기 위해 카트마이는 SIMD-FP 덧셈기를 두 번째 디스패치 포트에 별도의 유닛으로 구현한다. 이 구조는 SIMD 곱셈의 절반과 독립적인 SIMD 덧셈의 절반을 함께 발행하여, 곱셈과 덧셈이 균등하게 분포된 코드의 경우 최대 처리량을 사이클당 4개의 부동소수점 연산으로 되돌린다.
문제는 카트마이의 하드웨어 구현이 SSE 명령어 세트에 내포된 병렬 처리 모델과 모순된다는 점이었다. 프로그래머들은 코드 스케줄링 딜레마에 직면했다: "SSE 코드를 카트마이의 제한된 실행 리소스에 맞춰 최적화해야 하는가, 아니면 더 많은 리소스를 가진 미래 프로세서에 맞춰 최적화해야 하는가?" 카트마이 전용 SSE 최적화는 펜티엄 III 제품군에서 최상의 성능을 제공했지만, 코퍼마인 이후의 프로세서와 펜티엄 4, 코어 시리즈와 같은 미래 인텔 프로세서에는 최적이 아니었다.

### 프로세서 일련 번호
펜티엄 III는 고유하며 검색 가능한 식별 번호인 PSN(Processor Serial Number)을 포함한 최초의 x86 CPU였다. 펜티엄 III의 PSN은 BIOS를 통해 이 기능이 비활성화되지 않았다면 CPUID 명령어를 통해 소프트웨어로 읽을 수 있다.
1999년 11월 29일, 유럽 의회의 과학기술 선택 평가(STOA) 패널은 전자 감시 기술에 대한 보고서에 따라 의회 위원들에게 "이 칩이 유럽 시민의 컴퓨터에 설치되는 것을 막기 위한" 법적 조치를 고려할 것을 요청했다.
인텔은 결국 투알라틴 기반 펜티엄 III에서 PSN 기능을 제거했으며, 펜티엄 4와 펜티엄 M에는 이 기능이 없었다.
거의 동등한 기능인 보호 프로세서 식별 번호(Protected Processor Identification Number, PPIN)는 이후 인텔의 아이비브리지 아키텍처와 호환되는 젠 2 AMD CPU를 시작으로 대중의 주목을 거의 받지 못한 채 x86 CPU에 추가되었다. 이는 일련의 모델별 레지스터로 구현되며, 머신 체크 예외 처리에 유용하다.

### 하드웨어 난수 발생기
펜티엄 III에 새로운 기능이 추가되었는데, 바로 하드웨어 기반 난수 발생기이다. 이 하드웨어 RNG는 여러 오실레이터를 사용하여 신호를 혼합하며, 그 결과로 생성된 비정상적인 파형은 불규칙한 간격으로 샘플링된다.

## 코어 사양

펜티엄 III 다이의 크기 비교

| 코드명                                | 첫 출시          | 공정 크기 | L1 캐시                      | L2 캐시                                   | 명령어                      | 패키지                                     | 코어 전압                     | 클럭 속도                                                     | FSB                                                                            |
| ------------------------------------- | ---------------- | --------- | ---------------------------- | ----------------------------------------- | --------------------------- | ------------------------------------------ | ----------------------------- | ------------------------------------------------------------- | ------------------------------------------------------------------------------ |
| 카트마이                              | 1999년 2월 26일  | 250 nm    | 16 + 16 KB (데이터 + 명령어) | 512 KB, CPU 모듈 외부 칩 (CPU 속도의 50%) | MMX, SSE                    | 슬롯 1 (SECC, SECC2)                       | 2.0 V, (600 MHz: 2.05 V)      | 450–600 MHz                                                   | 100 MT/s: 450, 500, 550, 600 MHz (이 모델들은 속도 뒤에 문자가 없음)           |
| 카트마이                              | 1999년 2월 26일  | 250 nm    | 16 + 16 KB (데이터 + 명령어) | 512 KB, CPU 모듈 외부 칩 (CPU 속도의 50%) | MMX, SSE                    | 슬롯 1 (SECC, SECC2)                       | 2.0 V, (600 MHz: 2.05 V)      | 450–600 MHz                                                   | 133 MT/s: 533, 600 MHz                                                         |
| 코퍼마인                              | 1999년 10월 25일 | 180 nm    | 16 + 16 KB (데이터 + 명령어) | 256 KB, 풀 스피드                         | MMX, SSE                    | 슬롯 1 (SECC2), 소켓 370 (FC-PGA, FC-PGA2) | 1.6 V, 1.65 V, 1.70 V, 1.75 V | 500–1133 MHz                                                  | 100 MT/s: 500, 550, 600, 650, 700, 750, 800, 850, 900, 1000, 1100 MHz (E-모델) |
| 코퍼마인                              | 1999년 10월 25일 | 180 nm    | 16 + 16 KB (데이터 + 명령어) | 256 KB, 풀 스피드                         | MMX, SSE                    | 슬롯 1 (SECC2), 소켓 370 (FC-PGA, FC-PGA2) | 1.6 V, 1.65 V, 1.70 V, 1.75 V | 500–1133 MHz                                                  | 133 MT/s: 533, 600, 667, 733, 800, 866, 933, 1000, 1133 MHz (EB-모델)          |
| 코퍼마인 T                            | 2000년 8월       | 180 nm    | 16 + 16 KB (데이터 + 명령어) | 256 KB, 풀 스피드                         | MMX, SSE                    | 소켓 370 (FC-PGA, FC-PGA2)                 | 1.75 V                        | 800–1133 MHz                                                  | 133 MT/s                                                                       |
| 투알라틴                              | 2001년 6월       | 130 nm    | 16 + 16 KB (데이터 + 명령어) | 256 또는 512 KB, 풀 스피드                | MMX, SSE, 하드웨어 프리페치 | 소켓 370 (FC-PGA2)                         | 1.45, 1.475 V                 | 1000–1400 MHz                                                 | 133 MT/s                                                                       |
| 투알라틴                              | 2001년 6월       | 130 nm    | 16 + 16 KB (데이터 + 명령어) | 256 또는 512 KB, 풀 스피드                | MMX, SSE, 하드웨어 프리페치 | 소켓 370 (FC-PGA2)                         | 1.45, 1.475 V                 | 펜티엄 III (256 KB L2-캐시): 1000, 1133, 1200, 1333, 1400 MHz | 133 MT/s                                                                       |
| 투알라틴                              | 2001년 6월       | 130 nm    | 16 + 16 KB (데이터 + 명령어) | 256 또는 512 KB, 풀 스피드                | MMX, SSE, 하드웨어 프리페치 | 소켓 370 (FC-PGA2)                         | 1.45, 1.475 V                 | 펜티엄 III-S (512 KB L2-캐시): 1133, 1266, 1400 MHz           | 133 MT/s                                                                       |
| 인텔 펜티엄 III 마이크로프로세서 목록 |                  |           |                              |                                           |                             |                                            |                               |                                                               |                                                                                |

## 같이 보기
- 인텔 펜티엄 III 마이크로프로세서 목록